# Armenischer Nationalkongress
Der Armenische Nationalkongress (armenisch Հայ Ազգային Կոնգրես Haj Asgajin Kongres, Abkürzung ՀԱԿ bzw. HAK) ist eine 2008 gegründete links-liberale Koalition von 13 Oppositionsparteien in der Republik Armenien, die vom ehemaligen Präsidenten  Lewon Ter-Petrosjan geführt wird und 2013 in eine politische Partei umgewandelt wurde. Ihr direkter Vorgänger war die Armenische Allnationale Bewegung.
Die Bewegung ist politisch mittig und konstitutionalistisch ausgerichtet. Ein bekanntes Mitglied war ab 2008 der heutige Ministerpräsident Nikol Paschinjan, der 2013 die NGO Zivilvertrag gründete und sie 2015 in eine Partei umwandelte.

## Wahlergebnisse
Bei den Parlamentswahlen in Armenien 2012 gewann der Armenische Nationalkongress 7 Sitze in der armenischen Nationalversammlung.
Die Partei trat zuletzt zur vorgezogenen Parlamentswahl 2021 an und verpasste erneut den Einzug in die Nationalversammlung mit 1,55 % der Stimmen. Die meisten Stimmen erhielt die Partei in der Hauptstadt Jerewan mit 2,54 %, die wenigsten in der Provinz Ararat mit 0,72 %.
| Wahl | Stimmen | %    | Sitze | Rang | Position                               | Quelle                                        |
| ---- | ------- | ---- | ----- | ---- | -------------------------------------- | --------------------------------------------- |
| 2012 | 106.903 | 7,08 | 7/131 | 3.   | Opposition                             | Zentrale Wahlkommission der Republik Armenien |
| 2017 | 25.975  | 1,66 | 0/105 | 7.   | außerparlamentarische Opposition       | Zentrale Wahlkommission der Republik Armenien |
| 2018 | -       | -    | 0/132 | -    | keine Teilnahme, außerparl. Opposition | Zentrale Wahlkommission der Republik Armenien |
| 2021 | 19.690  | 1,55 | 0/107 | 6.   | außerparlamentarische Opposition       | Zentrale Wahlkommission der Republik Armenien |

## Abgeordnete in der Nationalversammlung
Hinweis: Anderweitig parteigebundene Fraktionsmitglieder sind nicht mit aufgeführt.
- Gagik Dschangirjan (2012–2017)
- Aram Manukjan (2012–2017)
- Nikol Paschinjan (2012–2017) zunächst parteilos in Fraktion, dann mit Partei Zivilvertrag
- Lewon Surabjan (2012–2017)

Quelle: Webseite der Nationalversammlung

## Bekannte Mitglieder
- Lewon Ter-Petrosjan, erster Staatspräsident der Republik Armenien, Parteivorsitzender
- Wahagn Chatschaturjan, fünfter Staatspräsident Armeniens (nach Parteiaustritt), zuvor u. a. Bürgermeister Jerewans und Minister